# Antwerp (Nova York)
Antwerp és una població dels Estats Units a l'estat de Nova York. Segons el cens del 2000 tenia 716 habitants.

## Demografia
Segons el cens del 2000, Antwerp tenia 716 habitants, 260 habitatges, i 166 famílies. La densitat de població era de 263,3 habitants/km².
Dels 260 habitatges en un 35% hi vivien nens de menys de 18 anys, en un 48,8% hi vivien parelles casades, en un 10,4% dones solteres, i en un 35,8% no eren unitats familiars. En el 28,1% dels habitatges hi vivien persones soles el 16,5% de les quals corresponia a persones de 65 anys o més que vivien soles. El nombre mitjà de persones vivint en cada habitatge era de 2,75 i el nombre mitjà de persones que vivien en cada família era de 3,4.
Per edats la població es repartia de la següent manera: un 31,4% tenia menys de 18 anys, un 8,4% entre 18 i 24, un 25,3% entre 25 i 44, un 22,2% de 45 a 60 i un 12,7% 65 anys o més.
L'edat mediana era de 36 anys. Per cada 100 dones de 18 o més anys hi havia 93,3 homes.
La renda mediana per habitatge era de 33.472 $ i la renda mediana per família de 40.833 $. Els homes tenien una renda mediana de 36.042 $ mentre que les dones 23.542 $. La renda per capita de la població era de 12.881 $. Entorn del 15,7% de les famílies i el 19,2% de la població estaven per davall del llindar de pobresa.